# باشگاه ورزشی هامبورگ
باشگاه ورزشی هامبورگ (آلمانی: Hamburger Sport-Verein e.V.) یکی از باشگاه‌های فوتبال آلمان در شهر هامبورگ می‌باشد. ورزشگاه اختصاصی این تیم فولکسپارک می‌باشد که ۵۷٬۰۰۰ نفر گنجایش دارد. اگرچه این باشگاه در سال ۱۹۱۹ در پی ادغام سه باشگاه فوتبال به وجود آمد اما منشأ شکل‌گیری آن را به سال ۱۸۸۷ و باشگاه اس‌سی ژرمنیا (یکی از آن سه باشگاه) نسبت می‌دهند. تمایز و امتیاز این تیم نسبت به باقی تیم‌ها حضور مداوم در بالاترین سطح فوتبال آلمان (بوندس‌لیگا) از بعد از جنگ جهانی اول تا فصل ۱۸–۲۰۱۷ است. آن‌ها در فصل ۲۰۱۴–۲۰۱۵ تا مرز سقوط از بوندس‌لیگا پیش رفتند اما با پیروزی در بازی پلی‌آف در بوندس‌لیگا باقی ماندند.
اما اوج کار آنها در سال ۱۹۸۳ بود جایی که در فینال لیگ قهرمانان اروپا یوونتوس پرستاره را یک بر صفر شکست دادند و برای اولین بار قهرمان اروپا شدند
باشگاه هامبورگ در طی مدتی همیشه از قدرتهای مطلق فوتبال آلمان به‌شمار می‌آمد. اوج کار هامبورگی‌ها قهرمانی جام باشگاه‌های اروپا با هدایت ارنست هاپل بود که طلایی‌ترین دوران این باشگاه را رقم زداما آنها به دلایل نامعلومی دچار افت شدید شدند
این باشگاه همچنین در ورزش‌های دیگر مانند هندبال، بسکتبال، گلف، بیسبال، هاکی و… فعالیت می‌کند. این باشگاه روی‌هم ۷۰٬۰۰۰ عضو دارد که به نقل از فوربز جزو بیست باشگاه بزرگ دنیا به حساب می‌آید.
بیشترین بازی را برای تیم هامبورگ، مانفرد کالتس با ۷۴۴ بازی انجام داده است. همچنین بهترین برد آنها برد ۸ بر ۰ برابر کارلسروهه در تاریخ (۱۲ فوریه ۱۹۶۶)و بدترین شکست آن‌ها باخت ۸ بر ۰ مقابل بایرن مونیخ در تاریخ ۲۰۱۶ بوده است. بهترین گلزن این تیم نیز اووه زلز با به ثمر رساندن ۵۰۷ گل بوده است.
این تیم در ۱۱ مئی ۲۰۲۵ با کسب پیروزی ۶-۱ برابر اولم بعد از هفت سال دوری از سطح اول فوتبال آلمان به بوندسلیگا ۱ بازگشت.

## تاریخچه
در تاریخ ۲۹ دسامبر ۱۸۸۷ دو تیم هوهنفلدر و Wandsbek-Marienthaler با هم ادغام شده و باشگاه اس‌سی ژرمنیا را به وجود آوردند. در سال ۱۹۱۹ نیز این باشگاه با ادغام در دو باشگاه دیگر باشگاه هامبورگ اس‌وی را به وجود آوردند اما در اساسنامه باشگاه از اس‌سی ژرمنیا به عنوان مبدأ این باشگاه یاد می‌شود. علت ادغام این سه باشگاه نیز تضعیف نیروی انسانی و امور مالی تحت تأثیر جنگ جهانی اول بود که هر سه تیم دیگر نمی‌توانستند به تنهایی ادامه بدهند
این باشگاه ابتدا در ورزش دو و میدانی فعالیت داشت تا اینکه در سال ۱۸۹۱ با اضافه‌شدن چند مرد انگلیسی به باشگاه و آموزش فوتبال به باشگاه فعالیت این تیم در فوتبال شکل گرفت. اولین موفقیت آن‌ها در رشته فوتبال نیز بر می‌گردد به سال ۱۸۹۶ با قهرمانی در مسابقات قهرمانی هامبورگ التونا.
اولین موفقیت جدی آن‌ها نیز کسب عنوان ملی Oberschöneweide در مسابقات قهرمانی آلمان در سال ۱۹۲۳ بود. آنها سال بعد (۱۹۲۴) نیز از عنوان خود دفاع کردند. آنها همچنین در سال ۱۹۲۸ نیز با شکست ۵–۲ هرتابرلین باری دیگر این جایزه را کسب کردند
در دوران رایش سوم نیز آنها موفق به قهرمانی در سال‌های ۱۹۳۷-۱۹۳۸-۱۹۳۹-۱۹۴۱ و ۱۹۴۵ شدند.
هامبورگ اولین تیم آلمانی بود که در سال ۱۹۵۰ (بعد از جنگ جهانی) به تورنومنت آمریکا رفت و با یک رکورد ۶–۰ بازگشت. آنها پس از جنگ جهانی دوم به یک باشگاه غالب تبدیل شدند و ۱۶ فصل متوالی (از ۴۷–۴۸ تا۶۲–۶۳) قهرمان مسابقات ملی آن زمان با نام oberliga شدند. سرانجام فصل ۲۰۱۷–۱۸ هامبورگ با کسب نتایج ضعیف نتوانست در بوندس‌لیگا باقی بماند و پس از ۵۵ سال به بوندس‌لیگا ۲ سقوط کرد.

## افتخارات
- لیگ قهرمانان اروپا: ۱۹۸۲–۱۹۸۳
- جام در جام اروپا: ۱۹۷۶–۱۹۷۷
- بوندس‌لیگا: ۱۹۲۳٬۱۹۲۸٬۱۹۶۰٬۱۹۷۹٬۱۹۸۲٬۱۹۸۳
- جام حذفی: ۱۹۶۳٬۱۹۷۶٬۱۹۸۷